# Jered
Jered (kraličtí přepisují Járed) je starozákonní postava, praprapravnuk Adama a Evy, syn Mahalalela, otec Henocha, děd Metuzaléma a prapraděd Noeho. Vypráví o něm 5. kapitola biblické knihy Genesis. Když zemřel, bylo mu 962 let. Jereda zmiňuje také 1. kniha Paralipomenon – 2. verš první kapitoly.